# انشطار تلقائي

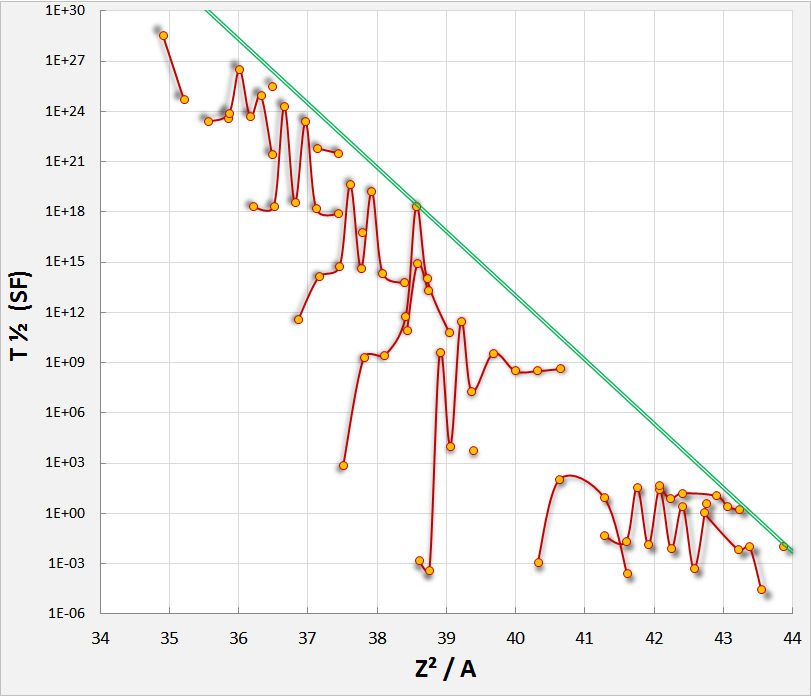

الانشطار التلقائي تزداد احتمالية الانشطار النووي التلقائي على احتمالية التحلل بطرق الفا وبيتا بازدياد العدد الذري فمن أجل أن تصبح احتمالية الانشطار النووي التلقائي هي السائدة على احتمالية التحلل بطرق الفا وبيتا.